# Dom ministra ariańskiego w Rakowie
Dom ministra ariańskiego w Rakowie, zwany też Murowańcem – dawna plebania znajdująca się przy kościele parafialnym św. Trójcy w Rakowie w powiecie kieleckim. Obiekt został wpisany do rejestru zabytków nieruchomych województwa świętokrzyskiego.

## Historia
Dom wzniesiono prawdopodobnie pod koniec XVI, a na pewno istniał w pierwszej połowie XVII wieku i być może związany był z dawnym zborem braci polskich (ariańskim). Z całą pewnością, jak podają niektóre źródła, nigdy nie był samym zborem, gdyż budynek zboru braci polskich został między 1638 a 1640 rozebrany, a na jego miejscu w latach 1640–1645 wzniesiono – istniejący do dzisiaj – kościół parafialny św. Trójcy. W XIX wieku do domu ministra dobudowano nowszy budynek plebanii.
W 2004 dzięki staraniom Towarzystwa Przyjaciół Ziemi Rakowskiej, niszczejący budynek wyremontowano, urządzając we wnętrzu Regionalną Izbę Pamięci (zlikwidowaną w 2008).

## Architektura
Dom ministra ariańskiego jest budowlą murowaną, jednokondygnacyjną, osadzoną na głębokich, sklepionych kolebkowo piwnicach. Wewnątrz znajduje się jedno pomieszczenie o sklepieniu kolebkowo-krzyżowym. Dach czterospadowy, pierwotnie gontowy, w 2004 zamieniony na blaszany.